# Dél-Korea kulturális örökségvédelmi programja

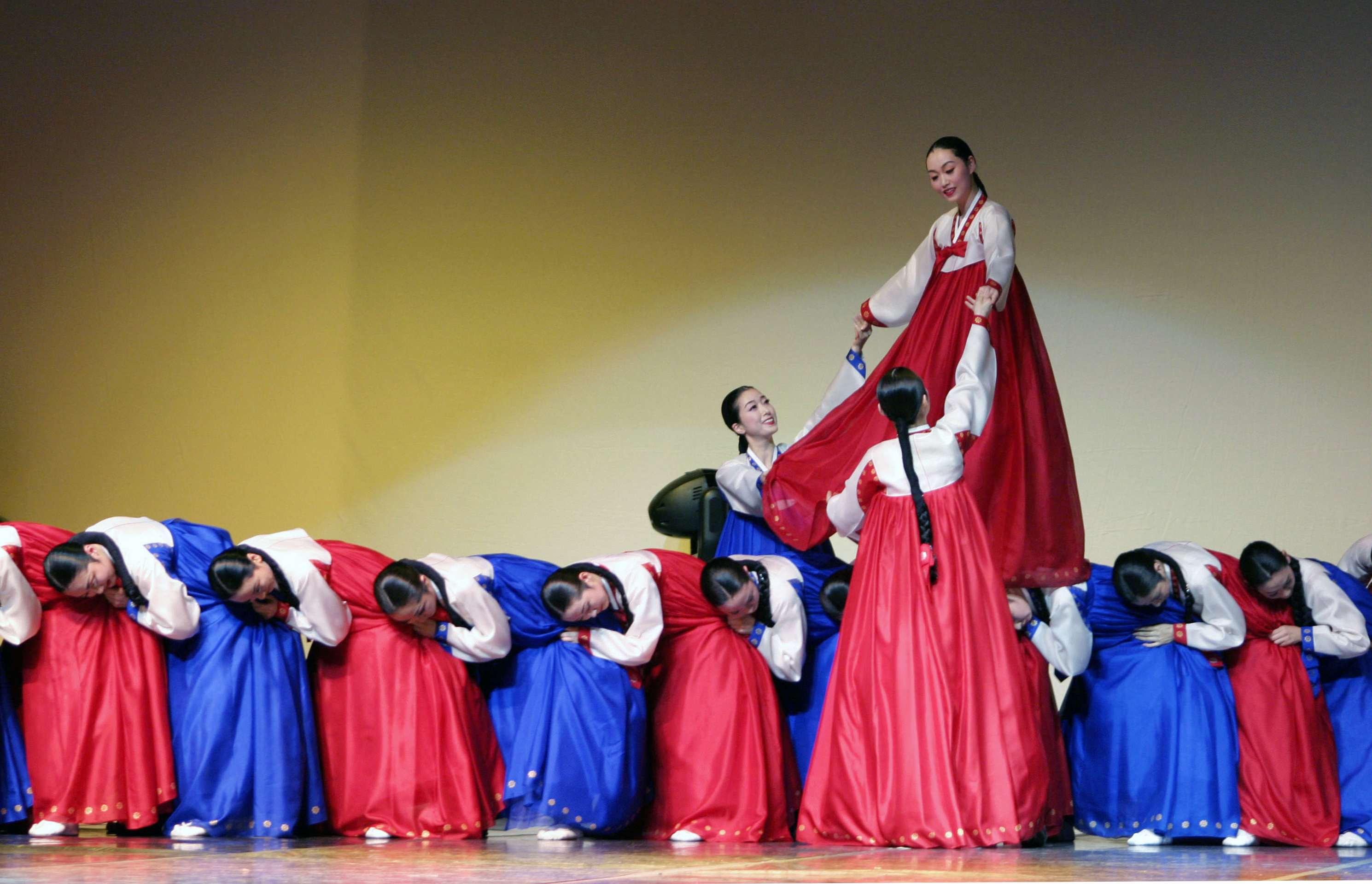
Kanggang szulle, dél-csollai női körtánc, 8. fontos szellemi örökség

Dél-Korea kulturális örökségvédelmi programja többlépcsős, állami és tartományi, illetve városi szintekkel. A programot a Kulturális Örökségvédelmi Hivatal (대한민국 문화재청, 大韓民國 文化財廳; Tehan Minguk Munhvadzsecshong) felügyeli, a védelmet pedig az 1999-es kulturális örökségvédelmi törvény biztosítja. A ma is életben lévő programot 1962-ben kezdték el, akkor még szerény körülmények között, és fokozatosan fejlesztették, illetve terjesztették ki.
A hivatal öt kategóriába sorolja az értékeket (államilag besorolt kulturális örökség, tartományi/városi szinten besorolt kulturális örökség, kulturális örökség, regisztrált kulturális örökség és be nem sorolt kulturális örökség), majd ezeket alkategóriákra osztják. A kulturális örökség részeként nem csak a tárgyi örökséget, hanem a szellemi örökséget is kategorizálják, ide tartoznak a népszokások, a népzene, a néptánc, valamint a népművészeti értékek készítési technikái is. A szellemi örökségi program főszereplői az úgynevezett „élő emberi kincsek”, akik valamilyen, a kulturális örökség szempontjából fontos tudás birtokában vannak, és ezt a tudást a program keretében kötelesek továbbadni a tanulóiknak. A dél-koreai állam több oktatóközpontot és egy egyetemet is működtet a kulturális örökség megőrzése és továbbadása érdekében.
A programban szereplő kulturális örökség egy része az UNESCO védelme alatt is áll, tizennégy kulturális és két természeti világörökségi helyszíne van Dél-Koreának, 12 további helyszín a javaslati listán szerepel, a szellemi világörökség részeként pedig 22 koreai tételt regisztráltak 2023-mal bezárólag.
Bár a programot általában véve mind a közvélemény, mind a szakma sikeresnek tartja, merültek fel kétségek és problémák a hatékonyság és a kategorizálási módszerek tekintetében.

## A Kulturális Örökségvédelmi Hivatal
A koreai Kulturális Örökségvédelmi Hivatal (KÖH) elődjét még 1945-ben hozta létre az amerikai katonai kormányzat. Először az Oktatásügyi, majd a Kulturális Minisztérium hatáskörébe tartozott, 1999 és 2004 között önálló kormányügynökségként működött. A KÖH alá tartozik többek között a Nemzeti Palotamúzeum és az ország többi palotáját felügyelő palotairoda is. A KÖH felelős a királysírokért is, melyek a Világörökség részét is képezik.
A KÖH hozta létre a Koreai Nemzeti Kulturális Örökség Egyetemet 2000-ben, amelynek célja a kulturális örökségvédelem számára megfelelő szakembereket képezni. 1999 óta a dél-koreai kormány 27 olyan oktatóközpontot hozott létre, ahol a szellemi kulturális örökségvédelemmel foglalkoznak. A hivatal vezetője 2020 óta Kim Hjonmo (Kim Hyeon-mo). 2012-ben a KÖH éves költségvetése 615 milliárd von volt (megközelítőleg 122,6 milliárd forint).

## A program története

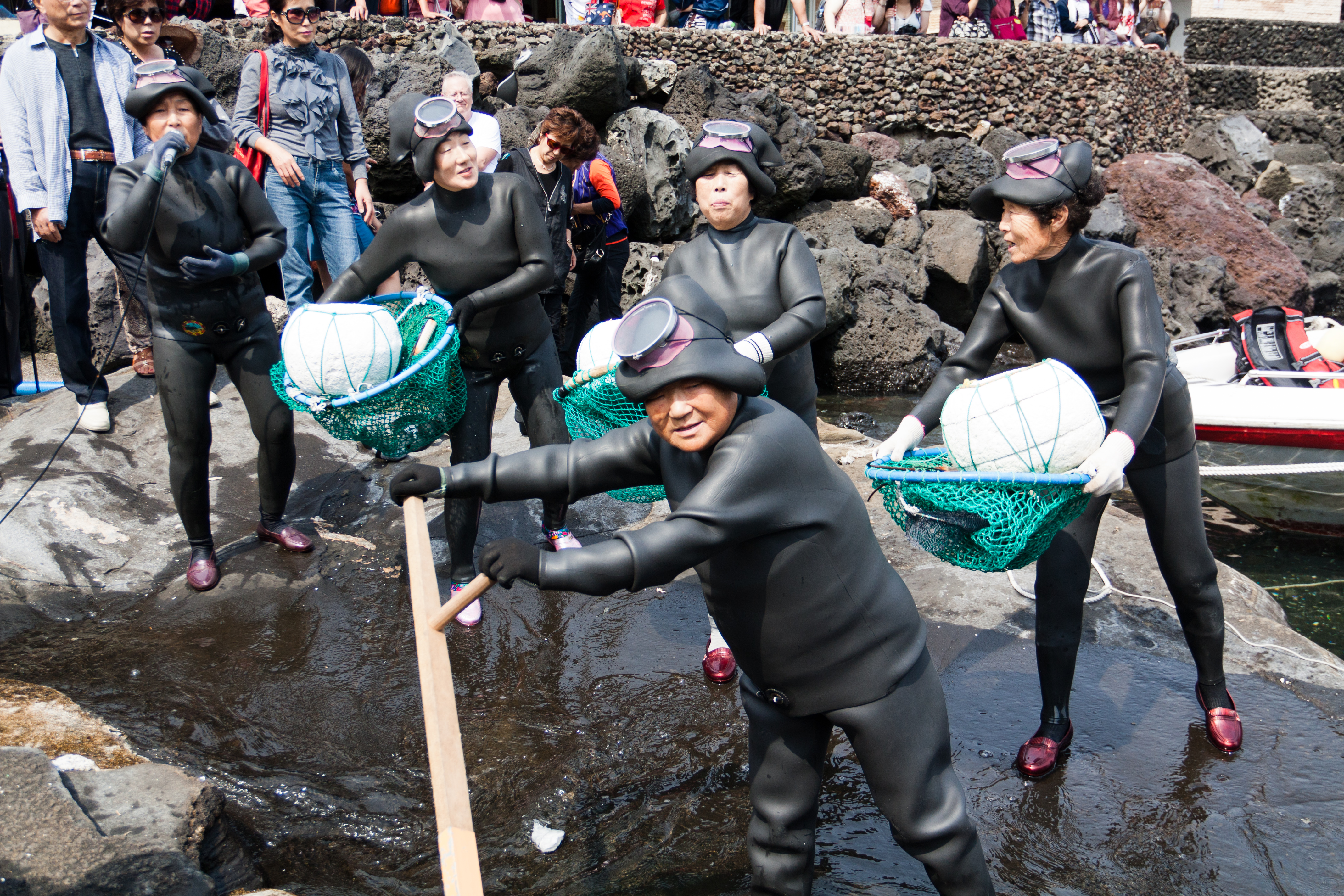
Csedzsui búvárnők (해녀, henjo), akik 20 méter mélyre is lemerülnek palack nélkül, tenger gyümölcseit gyűjteni

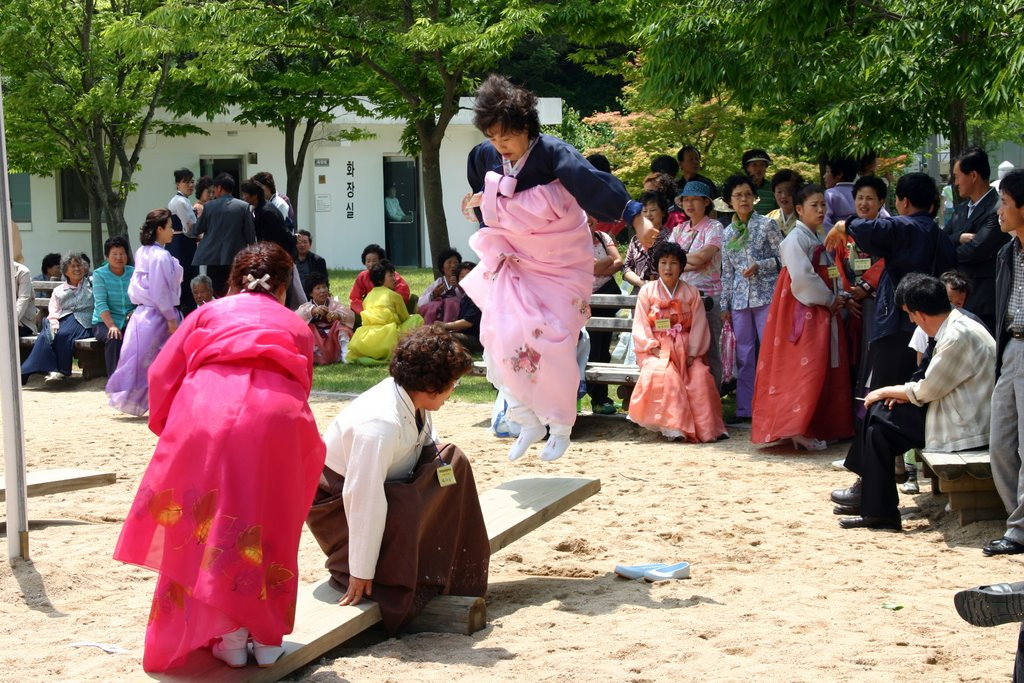
Nolttügi

A kulturális örökségvédelem alapját képező, 1962. január 10-én életbe lépett 961-es törvényt (문화재보호법, Munhvadzse Pohobop) az 1950. évi hasonló japán törvény alapján alkották meg, azonban jóval bővebb lefedettséget biztosít, mint a japán alap, mivel a néprajzi elemeket is figyelembe veszi. 1970-ben a törvényt módosították, így a szellemi örökséget képviselő személyeket (인간문화재, ingan munhvadzse, emberi kulturális örökség) már nem csak számba vették, de anyagi támogatásukról is gondoskodtak.
A program kezdetén, a koreai háború utáni években kevés eszköz állt a hivatal rendelkezésére, a hivatalt 1961 és 1968 között vezető Ko Szangnjol (고상렬) a Hankook Ilbo napilap nagy tiszteletben álló riporterének, Je Jonghénak (예용해) a cikkei alapján indult el a szellemi örökség terén, az újságíró ugyanis éveken keresztül kutatta az ország területén élő különféle mesterembereket, akik még ismerték a régi tradíciókat. Az első, megőrzésre jelölt szellemi örökségek így Je cikkei alapján kerültek be a programba, másokat az évente megrendezett néprajzi versenyek győztesei közül választottak be, illetve a néprajzkutatók és a helyi önkormányzatok javaslatait is figyelembe vették.
Korea egyedi rendszert vezetett be az 1970-es években a népi hagyományok megőrzésére (ideértve a kézműves művészeteket, a népdalokat, a táncokat, a színi előadásokat, a hagyományos ételek készítését stb.). Ennek kiváltó oka az úgynevezett Új Közösség Mozgalom (새마을 운동, Szemaul Undong) volt, amely a falumodernizáció keretében számtalan ősrégi gyertyánszil fát kivágatott a „babonák” kiirtásának jegyben, mivel ezek a fák a falvak bejáratainak „őrzői” voltak a hagyomány szerint. A tömeges fairtás nyomán kezdődött meg a szellemi örökség védelmének erőteljesebb követelése. 1971-ben „tartományi fontos szellemi örökséggé” nyilvánították a csedzsu-szigeti legendás búvárnők (해녀, henjo) dalait. A szellemi örökségi program főszereplői az úgynevezett „élő emberi kincsek” vagy „birtokosok”, illetve „őrzők” (보유자, pojudzsa), akik valamilyen, a kulturális örökség szempontjából fontos tudás birtokában vannak. A „birtokosok” állami támogatásban részesülnek, amiért cserébe tanulókat fogadnak, akiknek átadják a tudásukat, a kulturális örökség megőrzése érdekében. Több ilyen birtokos is meglehetős hírnévre és népszerűségre tett szert Koreában, ilyen például Han Bokljo (한복려), a koreai udvari konyhaművészet ismerője, aki – többek között – ismert kosztümös televíziós sorozatok számára állít össze autentikus királyi ételeket.
2003-ban az UNESCO elfogadta a szellemi kulturális örökség megőrzéséről szóló egyezményt (Convention for the Safeguarding and Intangible Cultural Heritage), amihez egy évvel később Dél-Korea is csatlakozott. A szellemi kulturális örökség fogalmát az UNESCO kibővítette a korábbi, „szellemi értékekhez” (intangible cultural property) képest. 2005-ben Kína több mint 1200 értéket nyilvánított szellemi kulturális örökséggé, ezek között 16 olyan is volt, amelyek a Kínában élő koreai kisebbséghez tartoztak, mint például a hagyományos esküvői szertartás, az Arirang népdal vagy a nolttügi (널뛰기, egyfajta libikóka-játék). A KÖH úgy vélte, ki kell szélesíteni a szellemi kulturális örökség fogalmát Koreában is, és olyan elemekkel is bővíteni kell, amelyekhez nem tartoznak „élő emberi kincsek” vagy „birtokosok”, mint például a kimcshi, a hangul vagy a korjói ginzeng.
A KÖH 2013-as megnyitással felépítette a Nemzeti Kulturális Örökség Komplexumát Csondzsu városában, amely egyúttal nemzeti központként is funkcionál. Az 59 930 m²-es központ 66 millió dollárból épült.
2017-ben a KÖH kiterjesztette a kulturális örökség fogalmát az ötven évnél fiatalabb védendő tárgyi emlékekre is, így például kulturális örökséggé nyilvánították Kim Jona (Kim Yeo-na) korcsolyáját, amelyben megnyerte a téli olimpiát, valamint az első metrókocsit, amelyet 1974-ben állított üzembe a szöuli metró.
2018-ban Dél-Korea Észak-Koreával közösen jelölte az ősi koreai birkózást, a ssirumot az UNESCO szellemi kulturális örökség programjába, és a jelölést az UNESCO elfogadta.

## Kategóriák
2020 májusával bezárólag 345 nemzeti kincset, 2194 kincset, 514 történelmi helyszínt, 114 festői tájat tartanak nyilván aktívként. Ezen kívül 462 természeti emlék, 146 fontos szellemi örökség és 302 néprajzi érték van nyilvántartva államilag. 2012-ben Dél-Koreában 570 személyt tartottak nyilván „élő emberi kincsként”, ezek közül 180 volt aktív, a többiek egészségügyi okok miatt visszavonultak.

### Államilag besorolt kulturális örökség
| Kategória                              | Leírás | Példa                                                                  | Kép |
| -------------------------------------- | --- | ---------------------------------------------------------------------- | --- |
| Nemzeti kincs                          | Fontos értékkel rendelkező, tárgyi kulturális örökség, például történelmi építmény, régi könyvek és dokumentumok, festmények, szobrok, kézműves alkotások, régészeti leletek és fegyverzet; amelyek nem csak Korea, hanem az emberiség történelmének szempontjából is fontosak. | Namdemun, 1. nemzeti kincs                                             |     |
| Kincsek                                | Fontos értékkel rendelkező, tárgyi kulturális örökség, például történelmi építmény, régi könyvek és dokumentumok, festmények, szobrok, kézműves alkotások, régészeti leletek és fegyverzet.                                                                                     | Phadzsui álló kőbuddhák; 93. kincs                                     |     |
| Történelmi látványosságok              | Rendkívüli történelmi és tudományos értékkel rendelkező helyek, melyek különösen említésre méltóak (pl. történelem előtti helyszínek, erődök, sírok, égetőkemencék, dolmenek, templomkomplexumok)                                                                               | Hvaszong erőd; 3. történelmi látványosság                              |     |
| Festői helyek                          | Természetes festői tájak, amelyek kiemelkedő történelmi, művészi vagy tájképi értékkel rendelkeznek; természetes formációjuknak köszönhetően pedig különlegesek és ritkák. | A Csongbangphokpho vízesés Csedzsu szigetén; 43. festői táj            |     |
| Természeti emlékek                     | Kiemelkedő történelmi, kulturális, tudományos, esztétikai vagy akadémiai értékkel rendelkező állatok, növények, ásványok, barlangok, képződmények, biológiai produktumok, természeti jelenségek.                                                                                | Tarkakérgű fenyő a szöuli Csogjesza templom előtt; 9. természeti emlék |     |
| Fontos szellemi kulturális örökség     | Kiemelkedő történelmi, művészi vagy akadémiai értékkel rendelkező szellemi kulturális örökség, például színház, zene, tánc, kézművesség. | Thepjongmu, egyfajta udvari tánc; 92. szellemi örökség                 |     |
| Fontos népművészeti kulturális örökség | A mindennapi élethez, üzlethez, közlekedéshez, szórakozáshoz, közösségi élethez, vallásos és egyéb ünnepekhez használt ruházat, használati tárgyak, házak, amelyek nagy értéket képviselnek az emberek életmód-változásának megértése szempontjából.                            | Hungszon régensherceg mellvértje; 65. számú népművészeti örökség       |     |

### Tartományi/városi szinten besorolt kulturális örökség
| Kategória                   | Leírás | Példa                                                                                                 | Kép |
| --------------------------- | --- | --- | --- |
| Tárgyi kulturális örökség   | Épületek, klasszikus feljegyzések, könyvek, dokumentumok, festmények, szobrok, kézműves alkotások, régészeti leletek.                                                                                              | Szöuli anglikán székesegyház, 35. szöuli tárgyi kulturális örökség                                    |     |
| Szellemi kulturális örökség | Színház, zene, tánc, kézművesség | Szomokcsang (소목장), bútorasztalosság, több város és tartomány is kulturális örökséggé nyilvánította |     |
| Emlék                       | Kagylóhalmok, ősi temetkezési helyek, erődök, paloták és ereklye-lelőhelyek, festői tájak, állatok (beleértve az élőhelyeket, költőhelyeket), növények (beleértve a természetes élőhelyeket), ásványok, barlangok. | Nakszongde park (낙성대), Szöul                                                                       |     |
| Néprajzi örökség            | A mindennapi élethez, üzlethez, közlekedéshez, szórakozáshoz, közösségi élethez, vallásos és egyéb ünnepekhez használt ruházat, használati tárgyak, házak, stb.                                                    | Han Gjuszol arisztokrata háza Szöulban (장교동 한규설 가옥)                                           |     |

### Egyéb kategóriák
Kulturális örökség

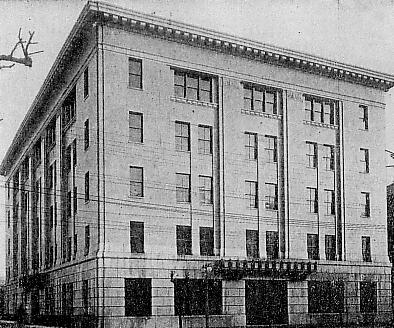
A KEPCO egykori székháza Szöulban, regisztrált kulturális örökség

A regionális szempontból fontosnak ítélt, államilag és tartományilag/városilag nem besorolt kulturális örökség.
Regisztrált kulturális örökség
A 19. század vége és az 1940-es évek között épült épületek, amelyek állagvédelemre vagy felújításra szorulnak.
Be nem sorolt kulturális örökség
Két kategóriára oszlik:
- Mozdítható kulturális örökség; a Kulturális Örökségvédelmi Törvény 76. cikkelye alapján: ősi dokumentumok, könyvek, fanyomatok, festmények, szobrok, kézműves tárgyak, régészeti leletek és népművészeti tárgyak, melyek nem kerültek állami vagy tartományi/városi besorolásba, de történelmi vagy művészeti értékük miatt védelemre szorulnak és exportjuk tilos.
- Eltemetett kulturális örökség; a Kulturális Örökségvédelmi Törvény 43. cikkelye alapján: a föld vagy tenger alatt található értékek.

## UNESCO-együttműködés
- ArirangAz Amerikai Egyesült Államok Hadseregének Kórusa előadásában

Nem tudod lejátszani a fájlt?
Az UNESCO-val való kapcsolattartásért a UNESCO Koreai Nemzeti Bizottság felelős, melyet 1954-ben hoztak létre.

### Világörökség
Dél-Korea 1988-ban csatlakozott az UNESCO Világörökség-programjához. Az országnak tizennégy kulturális és két természeti világörökségi helyszíne van, 12 további helyszín a javaslati listán szerepel. A világörökség része például a Pulguk-templom és a Cshangdokkung palotaegyüttes, a javaslati listán pedig olyan helyszínek is szerepelnek, mint Közép-Korea hegyi erődítményei.

### UNESCO szellemi örökség
Az UNESCO szellemi örökségi listáján 22 koreai tétel szerepel:
| Év   | Megnevezés                                                  | Hangul              | Magyarázat                                                                                        | Kép |
| ---- | ----------------------------------------------------------- | ------------------- | ------------------------------------------------------------------------------------------------- | --- |
| 2008 | A Csongmjo-szentély királyi szertartása és zenéje           | 종묘제례악          |                                                                                                   |     |
| 2008 | phanszori                                                   | 판소리              | koreai népi opera                                                                                 |     |
| 2008 | kangnung tanodzse fesztivál                                 | 강능단오제          | hegyi szellemekhez imádkoznak a település védelme érdekében                                       |     |
| 2009 | jongszandzse                                                | 영산재              | buddhista szertartás                                                                              |     |
| 2009 | namszadang nori                                             | 남사당 놀이         | férfi csoport előadása (ének, tánc, akrobatika)                                                   |     |
| 2009 | Csedzsu ccshilmoridang jongdunggut                          | 제주 칠머리당영등굿 | egyfajta rituálé Csedzsu szigetén, melynek során nyugodt tengerért és bőséges fogásért imádkoznak |     |
| 2009 | kanggang szulle                                             | 강강술래            | női tánc Dél-Csolla tartományból                                                                  |     |
| 2009 | cshojongmu                                                  | 처용무              | maszkos tánc                                                                                      |     |
| 2010 | kagok                                                       | 가곡                | koreai vegyes énekkar, hagyományos hangszerekkel kísérve                                          |     |
| 2010 | temokcsang                                                  | 대목장              | hagyományos fa építészet                                                                          |     |
| 2011 | mosi (hócsalán, Boehmeria nivea) szövése a Hanszan régióban | 한산모시짜기        |                                                                                                   |     |
| 2011 | thekkjon                                                    | 택견                | harcművészet                                                                                      |     |
| 2011 | csulthagi                                                   | 줄타기              | kötélen egyensúlyozás                                                                             |     |
| 2012 | Arirang                                                     | 아리랑              | népdal                                                                                            |     |
| 2013 | kimdzsang                                                   | 김장                | téli közösségi kimcshikészítés                                                                    |     |
| 2014 | phungmul (nongak)                                           | 풍물 (농악)         | parasztzene- és tánc                                                                              |     |
| 2015 | csuldarigi                                                  | 줄다리기            | kötélhúzás (termékenységi, aratási játékok)                                                       |     |
| 2016 | csedzsu-szigeti búvárnők kultúrája                          | 해녀                |                                                                                                   |     |
| 2018 | ssirum                                                      | 씨름                | ősi koreai birkózás; Észak-Koreával közösen jelölték                                              |     |
| 2020 | jondunghö (yeondeunghoe)                                    | 연등회              | lámpásgyújtó fesztivál                                                                            |     |
| 2021 | solymászat (más országokkal megosztva)                      | 매 부리기           |                                                                                                   |     |
| 2022 | thalcshum                                                   | 탈춤                | maszkos táncok                                                                                    |     |

### A világ emlékezete
A világ emlékezete programban 2022-vel bezárólag 18 koreai tétel szerepel:
| Év   | Megnevezés | Hangul                                     | Magyarázat                                                                                  | Kép |
| ---- | --- | ------------------------------------------ | ------------------------------------------------------------------------------------------- | --- |
| 1997 | A Csoszon-dinasztia évkönyvei | 조선왕조실록                               | 1413-tól 1865-ig                                                                            |     |
| 1997 | Hunmindzsongum | 훈민정음                                   | kézirat, a hangul ábécé bevezetéséről                                                       |     |
| 2001 | Szungdzsongvon ilgi | 승정원일기                                 | A Kancellária feljegyzései                                                                  |     |
| 2001 | Csikcsi | 불조직지심체요절                           | A nagy buddhista papok zen tanításai II. kötet                                              |     |
| 2007 | Tripitaka Koreana | 팔만 대장경                                | buddhista szent iratok nyomdai fadúcai                                                      |     |
| 2007 | Igve | 의궤                                       | a Csoszon-dinasztia királyi előírásai                                                       |     |
| 2009 | Tongi Pogam | 동의보감                                   | könyv a keleti gyógyítás elveiről és eljárásairól                                           |     |
| 2011 | Az 1980. május 18-i kvangdzsui felkelés archívumai | 5·18 광주 민주화 운동                      |                                                                                             |     |
| 2011 | Ilszongnok | 일성록                                     | a királyi udvar napi eseményeinek naplója                                                   |     |
| 2013 | Nandzsung Ilgi | 난중일기                                   | I Szunsin admirális hadinaplója                                                             |     |
| 2013 | Az Új Közösség Mozgalom archívuma | 새마을 운동                                | A falvak modernizációjára indított politikai program az 1970-es években                     |     |
| 2015 | Konfuciánus nyomdai fadúcok | 한국의 유교책판                            |                                                                                             |     |
| 2015 | A KBS csatorna „Megkeressük a szétszakított családokat” című különadásainak archívuma                                                                         | KBS특별생방송 ‘이산가족을 찾습니다’ 기록물 | Észak- és dél-koreai családok újraegyesítő találkozásairól szóló dokumentumfilmek archívuma |     |
| 2017 | A Csoszon-dinasztia uralkodói pecsétjei és beiktatási könyveinek gyűjteménye                                                                                  | 조선왕실 어보와 어책                       |                                                                                             |     |
| 2017 | A Nemzeti Adósságtörlesztő Mozgalom archívuma | 국채보상운동 기록물                        |                                                                                             |     |
| 2017 | A csoszoni thongsinszák (csószen cusinsi) dokumentumai: Korea és Japán béketeremtő és kulturális cserekapcsolatainak története a 17. századtól a 19. századig | 조선통신사 기록물                          | Japánnal közösen                                                                            |     |

## Kritika
A kulturális örökségvédelmi programot általában véve sikeresnek tartják mind a szakmabeliek, mind a laikusok, azonban a rendszerrel kapcsolatosan felmerültek megválaszolásra váró kérdések és megoldandó problémák is. Az egyik felmerülő probléma a „birtokosok” kiválasztásának kérdése, az ezzel járó presztízs és az állami támogatás miatt éles verseny alakult ki a népművészetet művelők között a programba való bekerülésért. Emiatt felmerült, hogy a szellemi örökségi programot nem lenne szabad szinte kizárólagosan „birtokosokhoz” kötni, illetve egy kevésbé szubjektív kiválasztási rendszert kellene bevezetni. 2009 óta a KÖH számos ponton változtatott a felvételi rendszeren, és akadémiai körök bevonásával átfogóbb kiértékelési rendszert vezettek be a „birtokosok” beválogatásához.
A társadalmi változásokhoz is alkalmazkodnia kell az örökségvédelmi rendszernek, például egyre nagyobb nyomás nehezedik rájuk a különféle keresztény lobbizásnak köszönhetően, akik ellenzik többek között a régi sámánisztikus rituálék megőrzését és továbbadását. A patriarchális társadalomkép miatt – ahol a férfi a kenyérkereső, a nő pedig háziasszony – a korábban kizárólagosan férfiak által űzött népi mesterségek és hagyományok megőrzésével is egyre inkább csak az otthon maradt nők foglalkoznak. A kormány hosszú ideig nem volt hajlandó nőket kijelölni ilyen tradíciók „birtokosának”, azonban rákényszerült olyan területeken, ahol egyáltalán nem voltak férfi művelők, vagy a nők jóval tehetségesebbnek bizonyultak.
Roald Maliangkay, az Ausztrál Nemzeti Egyetem előadója szerint a sikeres program a koreai hullám miatt is nehéz időket él meg. Az 1990-es évek óta a koreai kultúra egyre népszerűbb világszerte és Dél-Korea ezt a „puha erő” eszközeként igyekszik kihasználni, belevonva ebbe a szellemi kulturális örökséget is. Maliangkay úgy véli, ez nem feltétlenül a legmegfelelőbb hozzáállás: „Még egy olyan társadalomról sem feltétlenül fog pozitív kép kialakulni külföldön, amelyik nagy hangsúlyt fektet a népére és az örökségére, és vice versa. Dél-Korea sem tudja irányítani, hogy a külföldiek mit fognak megérteni a társadalmából és a kultúrájából.”